# Ferenczi Zsuzsa
Ferenczi Zsuzsa, született Hüll Zsuzsa (Budapest, 1962. augusztus 25.)  a Fehérvár Áruház reklámarca, modell, gyógypedagógus, régiségkereskedő.

## Élete
Székesfehérváron nőtt fel. Édesapja gyárban, Édesanyja a Skálaban dolgozott kereskedőként. Középiskolás volt, amikor a Skála  reklámosztályról  megkérdezték, vállalna-e szereplést az akkor induló divatbemutatókon.
Elvállalta és hamar kialakult egy 8-10 lányból-fiúból álló csapat, akik aztán minden akkori bemutatót és fotózást megvalósított.
Az 1980-as évek elején kártyanaptáron, és egyéb kiadványokban is szerepelt.
Az akkori erkölcsnek megfelelően, szolid pózokban fotózták. De előfordult, hogy télen a Mikulás oldalán egy szál fehér szoknyácskában kellett osztogatni a szaloncukrot az anyukájukkal a Fehérvár Áruházba érkező apróságoknak.
A divatbemutatók kifutóin nem csak a Skálában, de a városszéli művelődési házakban, a kisapostagi repülőnapon is ott volt Ferenczi Zsuzsa. Majd jöttek a neves, a tágabb környéket is megmozgató Skála-vásárok.
1979-85. között volt reklámarc.
Manöken munkája közben  tanult, gyógypedagógus és pszichopedagógus lett, vidéken fogyatékkal élő gyerekekkel foglalkozott. Régiségkereskedő, saját üzlettel.
Három gyerek édesanyja.